# Erich Eckels

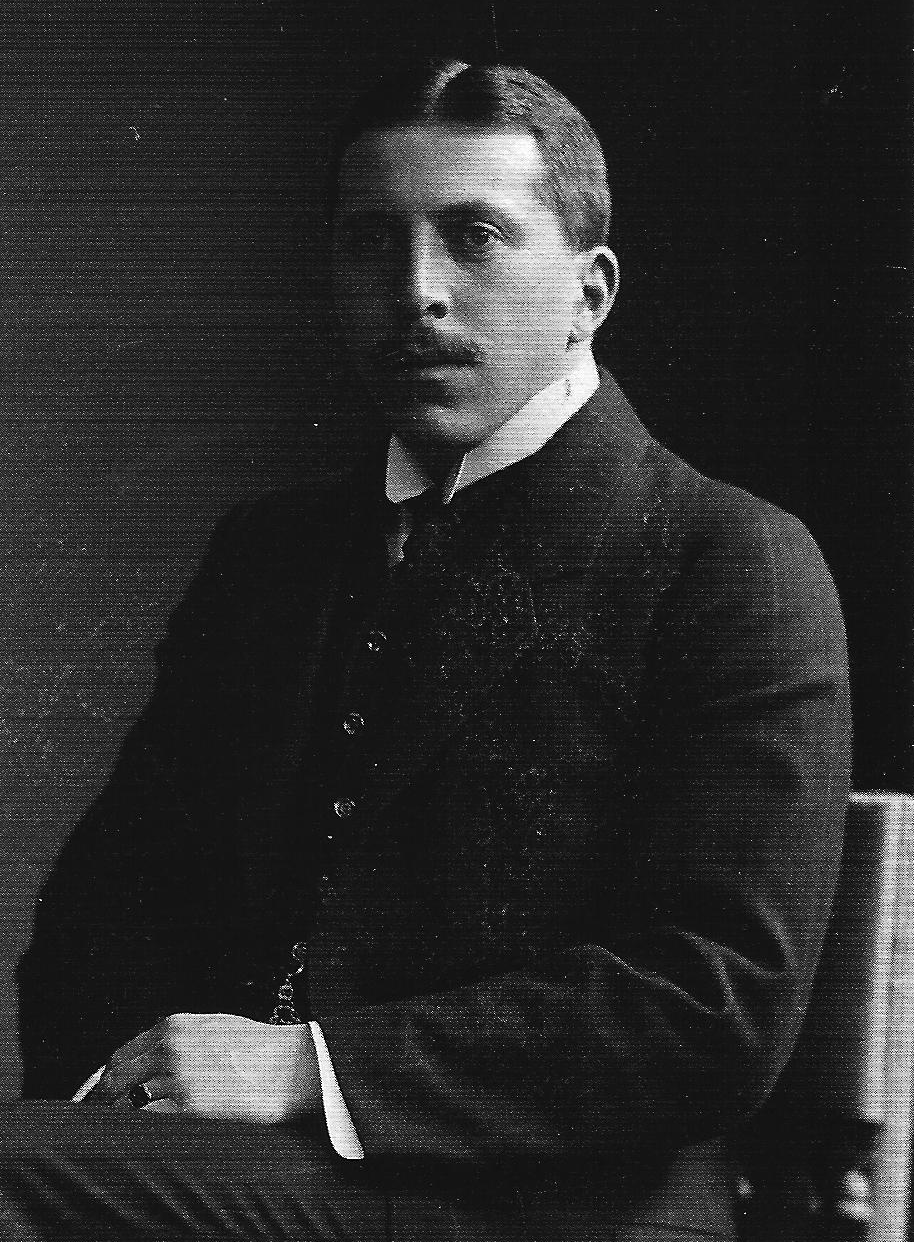
Dr. Erich Eckels

Erich Wilhelm August Adolf Eckels (* 6. September 1880 in Einbeck; † 13. Januar 1918 in Osnabrück) war ein deutscher Jurist sowie Bürgermeister der Stadt Bramsche. Der Theologe Kurt Eckels (1911–1990) war sein ältester Sohn.

## Leben
Erich Eckels wurde als Sohn des Einbecker Stadtsyndikus und Rechtsanwalts Wilhelm Heinrich Eckels und dessen Frau  geboren. Er hatte eine fünf Jahre jüngere Schwester, Katharine. Er besuchte die Schule in Einbeck und das Kaiser-Wilhelm-Gymnasium in Hannover, wo er im April 1900 das Abitur erwarb. Von April 1900 bis zum 12. März 1903 studierte er Rechts- und Staatswissenschaften in Tübingen, Berlin und Göttingen.
Von 1903 bis 1908 war er Justiziar im Oberlandesgerichtsbezirk Celle. Am 9. April 1908 legte er die Große juristische Staatsprüfung in Berlin ab. Er promovierte in Rostock zum Thema “Der Verwendungsanspruch des Grundstücksbesitzers im Konkurse des Eigentümers und in der Zwangsversteigerung”. Bis zum 31. August des Jahres war er Gerichtsassessor am Amtsgericht Burgwedel.
Am 1. September 1908 wurde Eckels hauptamtlicher Bürgermeister von Bramsche. Gleichzeitig war er als Rechtsanwalt und Notar tätig. In seine Amtszeit fielen folgende bedeutende Ereignisse:
- Die Eingemeindung von 105 ha Land und 610 Einwohnern (1911)
- Bau des Wasserwerks (1913)
- Beginn der öffentlichen Elektrizitätsversorgung (1914)
- Inbetriebnahme des Bramscher Hafens am Mittellandkanal (1917)

Eckels heiratete seine Frau, Gretchen Streckewald, am 2. August 1910 in Hannover. Am 26. Juli 1911 wurde der erste Sohn geboren, 1914 folgte eine Tochter und 1917 ein weiterer Sohn.
1917 bewarb er sich Eckels das Amt des Zweiten Bürgermeisters in Gumbinnen (Ostpreußen), die Bewerbung wurde jedoch nicht angenommen. Im August desselben Jahres bewarb er sich um das Amt des Stadtsyndikus in Geestemünde.
Ab dem 9. Januar 1909 war er Abgeordneter des Kreistags in Bersenbrück, am 30. März 1909 wurde er Präsident der Bramscher Schützengesellschaft.
Eckels betrieb parallel zu seinem Amt als Bürgermeister in Bramsche eine Rechtsanwalts- und Notarkanzlei und stellte im Sommer 1911 Heinrich Beerbom als Rechtsanwaltssekretär ein. Dieser wurde 1916 Sekretär des Bramscher Magistrats. Als Erich Eckels am 13. Januar 1918 nach einer Operation im Alter von 38 Jahren im Marienhospital in Osnabrück starb, übernahm Beerbom die kommissarische Leitung der Stadtverwaltung, später wurde er selbst Bürgermeister der Stadt.
Eckels wurde am 18. Januar 1918 in Bremen eingeäschert, seine Urne in Hannover beigesetzt.